# ويليام هارفي (سياسي أسترالي)
ويليام هارفي (بالإنجليزية: William Smith Harvey)‏ هو نقابي وعامل مناجم وسياسي أسترالي وبريطاني (وحمل سابقاً جنسية المملكة المتحدة لبريطانيا العظمى وأيرلندا)، ولد في 3 ديسمبر 1882 في نيوكاسل في أستراليا، وتوفي في 15 مارس 1954 في أديلايد في أستراليا. حزبياً، نشط في حزب العمال الأسترالي (فرع جنوب أستراليا) ‏ وParliamentary Labor Party ‏. وقد انتخب عضو مجلس النواب جنوب أستراليا من الجمعية عن دائرة Electoral district of Newcastle (South Australia) ‏ وقد انضم خلال فترته النيابية (6 أبريل 1918 – 7 أبريل 1933)  للكتلة البرلمانية حزب العمال الأسترالي (فرع جنوب أستراليا) ‏.